# نيكولاس توريس
نيكولاس توريس (بالإسبانية: Nicolás Emanuel Torres)‏ (10 أكتوبر 1983 في الأرجنتين - ) هو لاعب كرة قدم أرجنتيني في مركز الوسط. لعب مع أتلانتي إف سي وتيغري وفيرو كاريل أويستي وكيلمس ونادي أتليتيكو كولون وGimnasia y Esgrima de Concepción del Uruguay ‏.

## وصلات خارجية
- نيكولاس توريس على موقع قاعدة بيانات كرة القدم.إي يو (الإنجليزية)
- نيكولاس توريس على موقع Soccerway.com (الإنجليزية)